# Brookesia decaryi
Brookesia decaryi är en ödleart som beskrevs av  Angel 1939. Brookesia decaryi ingår i släktet Brookesia och familjen kameleonter. IUCN kategoriserar arten globalt som starkt hotad. Inga underarter finns listade.